# Éva Kóczián
Éva Kóczián z domu Földy (ur. 25 maja 1936 w Budapeszcie) – węgierska tenisistka stołowa, mistrzyni świata, sześciokrotna mistrzyni Europy.
Dwunastokrotnie zdobywała medale podczas mistrzostw świata, a największy sukces odniosła w mikście w 1955 roku zostając w parze z Kalmanem Szepesim mistrzynią świata w grze mieszanej. Indywidualnie trzykrotnie zdobyła brązowy medal, a w 1961 w Pekinie tytuł wicemistrzowski.
W mistrzostwach Europy jedenastokrotnie zdobywała medale. Trzykrotnie była mistrzynią Starego Kontynentu indywidualnie, dwukrotnie drużynowo oraz jeden raz w deblu.